# Павел Вежинов
Павел Вежинов (урожд. Никола Делчев Гугов; 9 ноября 1914, София — 20 декабря 1983, там же) — болгарский писатель, драматург, редактор, военный корреспондент. Заслуженный деятель физкультуры Болгарии (1952). Председатель секции бокса Болгарии.

## Биография

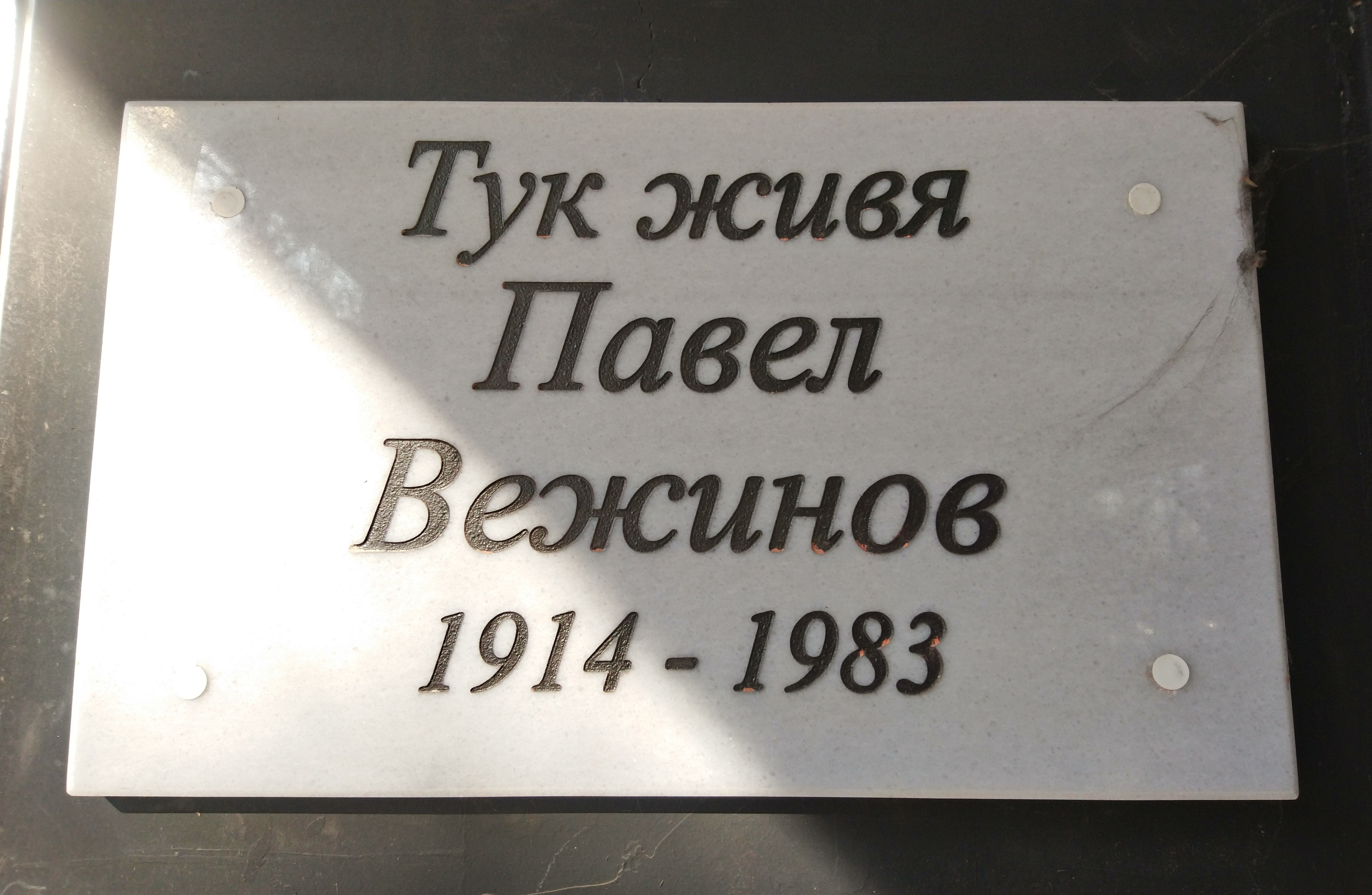
Памятная доска на фасаде дома по ул. Оборище, София

Окончил Первую мужскую гимназию в Софии. Участвовал в революционном молодёжном движении. За участие в антиправительственных выступлениях был арестован, исключен из классической гимназии. Работал на маленькой фабрике своего отца. Печататься начал в 1932 году. В начале 30-х годов сотрудничал с такими изданиями, как «Жупел», «РЛФ», «Щит», «Изкуство и критика». Первая книга — сборник рассказов о жизни софийских окраин, судьбах «маленьких людей», нищете и разорениях «Улица без мостовой» (1938). В 1938-44 гг. учился на философском факультете Софийского университета. В 1944 году вступил в БКП. С осени этого же года участвует во Второй мировой войне как военный корреспондент и главный редактор газеты «Фронтовак». Свои впечатления о жизни болгарской армии он отображает в повестях «Золотой» и «Вторая рота». Последняя повесть стала достаточно популярной и пережила несколько изданий. В 1947-54 годах работал заместителем главного редактора в газете «Стършел» и в газете «Септември», а с 1954 года — в «Българска кинематография». С 1972 года Павел Вежинов — главный редактор журнала «Современник» и член Бюро Управляющего совета Союза болгарских писателей. В 1970 году он становится Народным деятелем культуры, а в 1974 году удостаивается звания Героя Социалистического Труда.

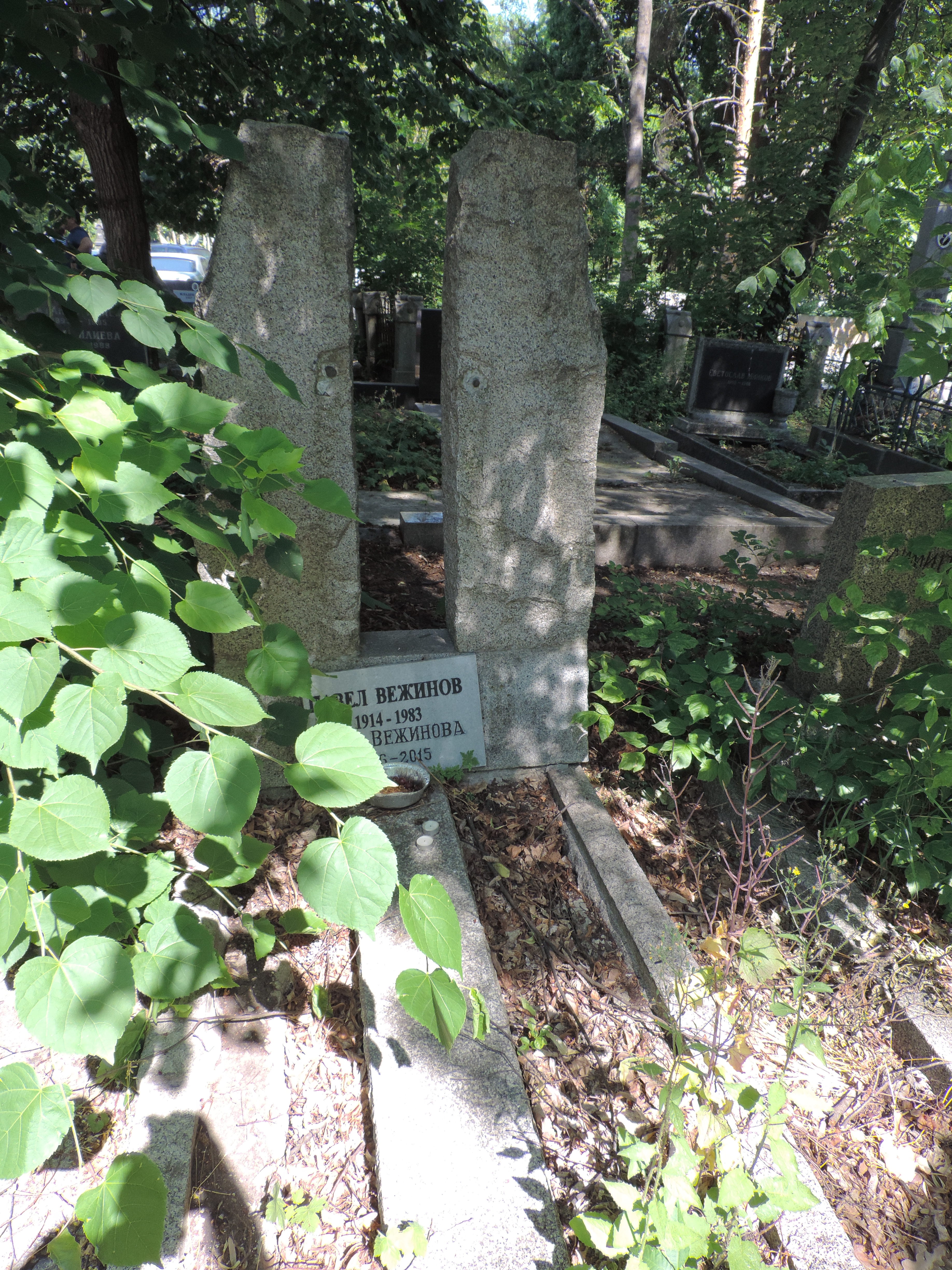
Могила Павла Вежинова на Центральном кладбище, София

20 декабря 1983 года скоропостижно скончался от инфаркта.
Является автором таких произведений, как «Улица без мостовой», «Летучие мыши появляются ночью», «Дни и вечера», «Мягкая мебель», «Синие бабочки», «Гибель Аякса», «Мальчик со скрипкой», романов для детей и юношества «Следы остаются», «Происшествие на тихой улице», а также соавтором сценария многосерийного приключенческого телефильма «На каждом километре». Наибольшей популярностью в СССР пользовались его повести «Барьер», «Ночью на белых конях», «Звезды над нами», «Озерный мальчик», «Белый ящер», «Измерения».
Повесть «Барьер», главной линией сюжета которой является любовная история в фантастическо-мистическом антураже, экранизирована с участием русского актёра Иннокентия Смоктуновского. Фильм демонстрировался в советском кинопрокате, благодаря чему Вежинов стал известен и популярен в СССР.

## Избранные произведения

### Повести
- «Барьер»
- «Измерения»
- «Озерный мальчик»
- «Белый ящер»
- «Летучие мыши появляются ночью»

### Романы
- «Звезды над нами»
- «Ночью на белых конях»
- «Весы»
- «Гибель Аякса»
- «За честь родины»
- «Маленькие приключения»
- «Следы остаются»
- «Человек в тени»

### Сценарии
- 1956 — Это случилось на улице / Това се случи на улицата
- 1956 — Следы остаются / Следите остават
- 1960 — За горизонтом / Отвъд хоризонта
- 1960 — Дорога через Беловир / Пътят минава през Беловир
- 1961 — Конец дороги / Краят на пътя
- 1962 — / Специалист по всичко
- 1963 — Полуночная встреча / Среднощна среща
- 1965 — Беспокойная семья / Неспокоен дом
- 1965 — / Произшествие на сляпата улица (тв сериал)
- 1967 — Человек в тени / Човекът в сянка
- 1967 — Запах миндаля / С дъх на бадеми
- 1968 — Процесс / Процесът
- 1969-1971 — «На каждом километре»
- 1969 — Скорпион против Радуги / Скорпион срещу Дъга
- 1971 — Трое из запаса / Тримата от запаса
- 1972 — / Сърце човешко
- 1972 — Стихи / Стихове
- 1972 — / Трета след слънцето
- 1974 — «Зарево над Дравой»
- 1979 — «Барьер»
- 1979 — Одни среди волков / Сами сред вълци
- 1979 — За стенами / Зад стените
- 1981 — Похищение в жёлтом / Похищение в жълто (совместно с Георги Данаилов)
- 1984 — Бронзовый ключ / Бронзовият ключ
- 1984 — Последнее приключение / Последното приключение
- 1985 — Ночью на белых конях / Нощем с белите коне – тв сериал
- 1995 — Озерный мальчик / Езерното момче – тв фильм

## Награды
- Орден Георгия Димитрова, 1974
- Орден Народной Республики Болгария II степени, 1964
- Димитровская премия, 1950, 1951, 1971 (в коллективе), 1976
- Премия Союза болгарских писателей за лучший сценарий: фильм «Зарево над Дравой», 1974.